# Institutum Judaicum Delitzschianum
Das Institutum Judaicum Delitzschianum (abgekürzt: IJD) ist ein Institut der Universität Münster. Seine Forschungsschwerpunkte sind das Judentum des Zweiten Tempels (also der Zeitraum von etwa 515 v. Chr. bis 70 n. Chr.) und der christlich-jüdische Dialog. Im Institut werden Vorlesungen und Seminare zur wissenschaftlichen Disziplin Judaistik abgehalten.
Die Gründung des Instituts erfolgte auf Initiative des Alttestamentlers Franz Delitzsch im Jahr 1886. Ursprünglich sollte das Institutum Judaicum Delitzschianum, so wie ähnliche Institute, die Judenmission fördern. Seit der Nachkriegszeit ist dies kein Anliegen mehr.

## „Instituta Judaica“
Im Jahr 1728 gründete Johann Heinrich Callenberg zur Förderung der Mission ein „Institutum Judaicum et Muhammedicum“ in Halle, einem Zentrum des Pietismus.
Erst anderthalb Jahrhunderte später entstanden in Deutschland vergleichbare Einrichtungen: 1883 gründete der Alttestamentler Hermann L. Strack in Berlin ein solches „Institutum Judaicum“; er war ein hervorragender Kenner des jüdischen Schrifttums und verfasste u. a. eine Einleitung in den Talmud (1887). Sein Institut – eine Art Spezialseminar – zog aber nur wenige Studenten an.
Die Zeit des Nationalsozialismus und der Holocaust führten zu grundlegenden Haltungsänderungen in Deutschland, auch im Verhältnis zum Judentum. Bemühungen der Judenmission werden seither oft als überheblich eingestuft und von Instituten zur wissenschaftlichen Erforschung des Judentums ferngehalten.
Im Jahr 1957 wurde in Tübingen durch die Initiative von Otto Michel ebenfalls ein „Institutum Judaicum“ gegründet. Michel als Leiter vermied den Zusammenhang mit der Judenmission und suchte auch keine Zusammenarbeit mit Judenchristen, aber mit jüdischen Gelehrten. Forschungsschwerpunkt wurde die Edition der Geschichte des jüdischen Krieges von Flavius Josephus, die Michel gemeinsam mit seinem Kollegen Otto Bauernfeind durchführte.

## Das von Delitzsch gegründete Institut

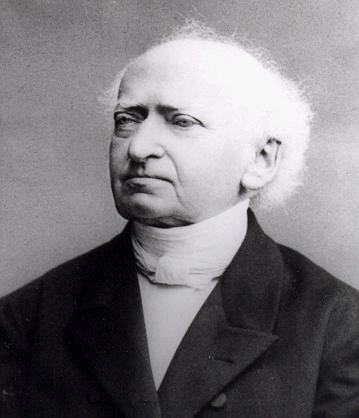
Mitgründer Franz Delitzsch

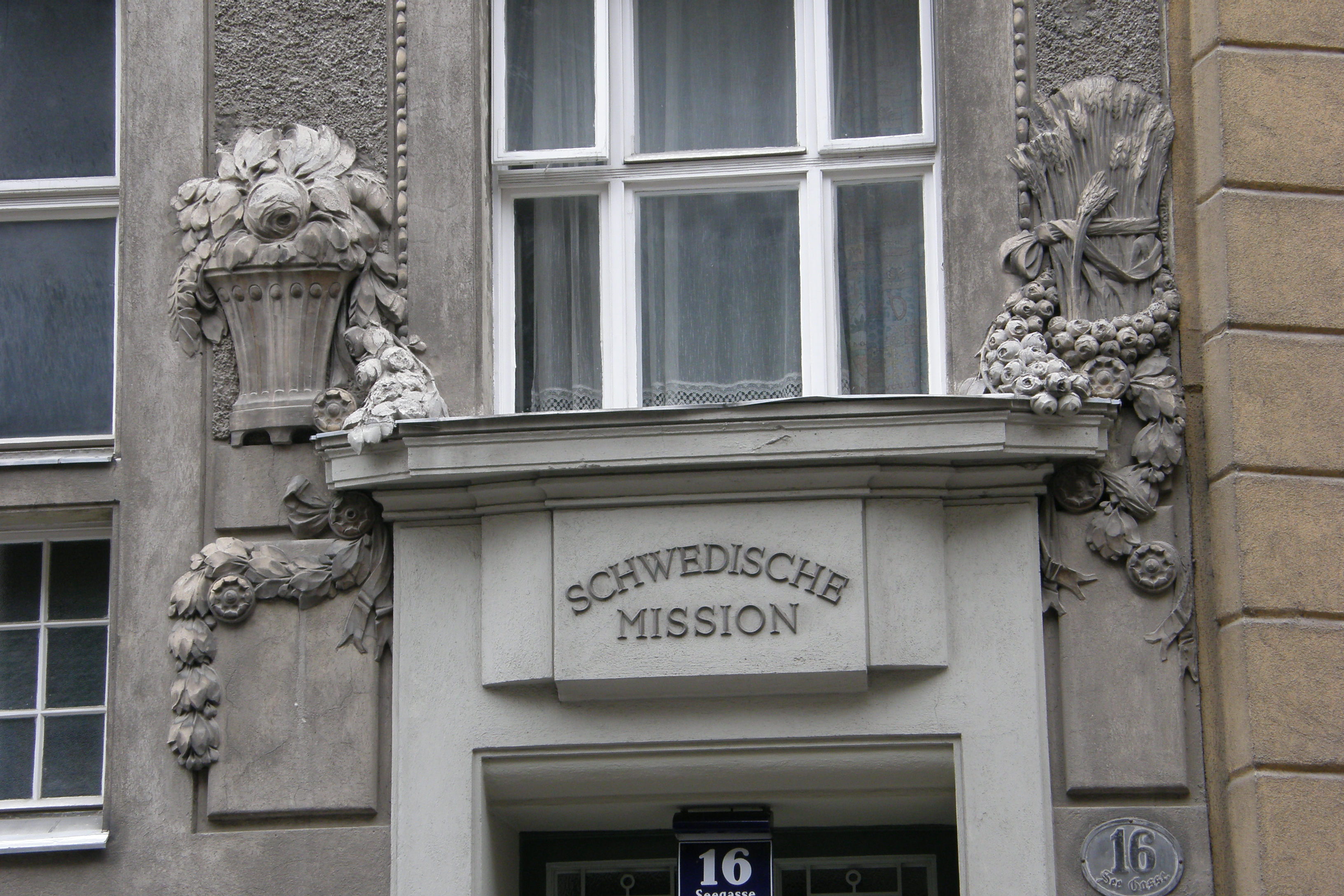
Ehemaliges Haus der Schwedischen Israelmission in Wien: Hier wurde nach 1935 der Lehrbetrieb des Institutum Judaicum Delitzschianum vorübergehend fortgeführt.

Delitzsch und Strack gelten als die bedeutendsten protestantischen Forscher im deutschen Sprachraum, die im 19. und frühen 20. Jahrhundert an der Erforschung des nachbiblischen Judentums mitwirkten.
Ähnlich wie sein Schüler Strack in Berlin engagierte sich Franz Delitzsch in Leipzig für die Erforschung des jüdischen Schrifttums. Dazu gehörte auch das Widerlegen antisemitischer Fehleinschätzungen. Auf das ein Zerrbild vermittelnde Buch Der Talmudjude (1871) des katholischen Alttestamentlers August Rohling reagierte Delitzsch mit einem kritischen, in der protestantischen Theologie einflussreichen Buch: Rohling's Talmudjude beleuchtet (1881) – aufgrund dieser Kritik hatte das Buch des Katholiken Rohling kaum Wirkung im protestantischen Bereich. Darauf antwortete Rohling noch im selben Jahr mit seinem Buch: Franz Delitzsch und die Judenfrage. So wie Delitzsch der christlichen Mehrheitsbevölkerung ein korrektes Bild vom Judentum vermitteln wollte, versuchte er auch umgekehrt Juden zu einem Zugang zum christlichen Glauben zu verhelfen. Aus diesem Anliegen heraus veröffentlichte er 1877 seine Übersetzung des Neuen Testaments ins Hebräische.
Delitzsch gründete in Leipzig 1871 den „Evangelisch-Lutherischen Centralverein für Mission unter Israel“. In Verbindung damit wurde 1886 in Leipzig unter der Beteiligung von Delitzsch das „Institutum Judaicum“ gegründet. Sein Anliegen war es, Kandidaten der Theologie für den Missionsberuf vorzubilden, sowie diejenigen, die im kirchlichen Amte die Judenmission pflegen wollten, über das Judentum zu informieren. In der Auseinandersetzung darüber, ob die Mission Einzelne bekehren oder das Judentum als Ganzes im Fokus haben sollte, verließ Johannes Müller das Institut. Eine Besonderheit des Instituts war, dass hier von Beginn an auch jüdische Lehrer unterrichteten. Außerdem sollten durch die Tätigkeit des Instituts auch umgekehrt Juden über den christlichen Glauben informiert werden.
Zur Namenserweiterung des Instituts kam es 1890, nach dem Tod von Delitzsch, in Anerkennung seiner Verdienste. Seither heißt es „Institutum Judaicum Delitzschianum“. Die Leitung übernahm Gustaf Dalman; er verfasste ein siebenbändiges Werk Arbeit und Sitte in Palästina und gründete in Greifswald 1920 das später nach ihm benannte Gustaf-Dalman-Institut. Von 1903 bis 1935 wurde Otto von Harling Leiter des Instituts, das erst 1928 aus seinen beengten Verhältnissen an der Adresse Markt 2 in Leipzig ausziehen konnte. Zu den Lehrern am Institut gehörten in der Zeit bis 1933 Israel Kahan, Jechiel Lichtenstein, Paul Levertoff und Paul Fiebig. Die Zahl der Schüler war eher gering, ein Verzeichnis der Studierenden aus den ersten fünfzig Jahren ist nicht überliefert. Willem ten Booms Leipziger Dissertation Die Entstehung des modernen Rassen-Antisemitismus (besonders in Deutschland) erschien 1928 als Heft 5 der Schriften der Institutum Delitzschianum zu Leipzig.
Das IJD musste im nationalsozialistisch regierten Deutschen Reich 1935 geschlossen werden, die Bibliothek mit 3600 Bänden wurde am 11. Februar 1938 in die Bibliothek des Reichssicherheitshauptamtes nach Berlin überführt. Der Leiter des IJD Hans Kosmala übersiedelte nach Wien, wo er im Haus der Schwedischen Israelmission den Lehrbetrieb weiterführen konnte. Nach dem Anschluss Österreichs an das Deutsche Reich emigrierte Kosmala 1939 nach Großbritannien, womit auch die Tätigkeit des Instituts zunächst beendet war. 1948 wurde das IJD unter Mitwirkung von Karl Heinrich Rengstorf – der u. a. die Tosefta edierte – an der Universität Münster neu gegründet und dort der Evangelisch-Theologischen Fakultät eingegliedert.

## Veröffentlichungen
Seit 1993 wird die wissenschaftliche Buchreihe Schriften des Institutum Judaicum Delitzschianum herausgegeben (oft zitiert wird aus dieser Reihe 6,1 und 6,2: Ausgabe und Übersetzung des Werkes Über die Ursprünglichkeit des Judentums (Contra Apionem) von Flavius Josephus, hrsg. 2008 von Folker Siegert, der das Institut in den Jahren 1996 bis 2012 leitete); daneben gibt es noch weitere Reihen: Münsteraner judaistische Studien, Franz-Delitzsch-Vorlesungen, Juden in Westfalen.

## Einzelbelege
1. ↑  Ralf Golling: Das ehemalige Institutum Judaicum in Berlin und seine Bibliothek (= Schriftenreihe der Universitätsbibliothek der Humboldt-Universität zu Berlin 57; PDF; 11,0 MB). Berlin 1993, S. 6 f.
2. ↑  Universität Tübingen: Judaicum; Matthias Morgenstern, Reinhold Rieger (Hrsg.): Das Tübinger Institutum Judaicum. Beiträge zu seiner Geschichte und Vorgeschichte seit Adolf Schlatter (= Contubernium. Tübinger Beiträge zur Universitäts- und Wissenschaftsgeschichte, 83). Stuttgart 2015.
3. ↑  Klaus Haacker: Otto Michel (1903–1993). In: Cilliers Breytenbach, Rudolf Hoppe (Hrsg.): Neutestamentliche Wissenschaft nach 1945. Hauptvertreter der deutschsprachigen Exegese in der Darstellung ihrer Schüler. Neukirchen-Vluyn 2008, S. 341–352, dort 348 f.
4. ↑  Michael Brenner: Propheten des Vergangenen. Jüdische Geschichtsschreibung im 19. und 20. Jahrhundert. München 2006, S. 116.
5. ↑  Michel Weyer: Kein Ruhmesblatt methodistischer Geschichte. Die „Judenfrage“ im deutschen Methodismus. In: Daniel Heinz (Hrsg.): Freikirchen und Juden im „Dritten Reich“ (= Kirche – Konfession – Religion Bd. 54). V & R unipress, Göttingen 2011, S. 103–126, dort 110 f.
6. ↑  Späterer Name: „Evangelisch-lutherischer Zentralverein für Zeugnis und Dienst unter Juden und Christen“.
7. 1 2  Paul Gerhard Aring: Christen und Juden heute, 1987, S. 221 f. Ein kurzer Überblick im Artikel Institutum Judaicum in: Evangelisches Lexikon für Theologie und Gemeinde, Bd. 2, Wuppertal, Zürich 1993, S. 959.
8. ↑  Paul Gerhard Aring: Christen und Juden heute, 1987, S. 231–235.
9. ↑  Roland Deines: Die Pharisäer. Ihr Verständnis im Spiegel der christlichen und jüdischen Forschung seit Wellhausen und Graetz (= WUNT Bd. 101). Tübingen 1997, S. 242–245: Kap. Die Arbeit des Leipziger Institutum Judaicum von Franz Delitzsch bis Gustav Dalman (1880–1902).
10. ↑  Jewish Virtual Library über das IJD
11. 1 2 3  Thomas Küttler: Umstrittene Judenmission, 2009, S. 67–78
12. ↑  Die Entstehung des modernen Rassen-Antisemitismus (besonders in Deutschland), Bei DNB
13. ↑  Volker Stolle: Juden gegenüber weitgehend distanziert. Die Selbständigen evangelisch-lutherischen Kirchen und die Juden im „Dritten Reich“. In: Daniel Heinz (Hrsg.): Freikirchen und Juden im „Dritten Reich“ (Kirche – Konfession – Religion; 54). V & R unipress, Göttingen 2011, S. 215–244, dort 233.
14. ↑  Anett Krause, Cordula Reuß [Hrsg.]: NS-Raubgut in der Universitätsbibliothek Leipzig: [Katalog zur Ausstellung in der Bibliotheca Albertina, 27. November 2011 bis 18. März 2012]. Universitätsbibliothek Leipzig, Schriften aus der Universitätsbibliothek Leipzig; 25, 2011, S. 66 ff.
15. ↑  Webseite des österreichischen Koordinierungsausschusses für christlich- jüdische Zusammenarbeit, über Hans Kosmala (1903–1981) (Memento vom 29. Oktober 2007 im Internet Archive)
16. ↑  Homepage des Instituts: Geschichte des IJD; eingesehen am 2. September 2013